# Великознам'янська сільська рада
| Великознам'янська сільська рада — статус цієї юридичної особи припинено. Причина припинення є реорганізація шляхом приєднання до Кам’янсько – Дніпровської міської ради (Кам'янсько-Дніпровська міська рада) (ЄДРПОУ 25218421), результатом чого стало утворення Кам’янсько – Дніпровської міської об’єднаної територіальної громади. Історична дата утворення: 1918 рік. Водоймища на території, підпорядкованій даній сільській раді: Каховське водосховище. Сільській раді були підпорядковані населені пункти: - с. Велика Знам'янка |